# Governatorato di Harar
L'Harar (in arabo هرار) era un governo dell'Africa Orientale Italiana istituito il 1º giugno 1936. Una città importante del territorio era Dire Daua. Era uno dei 4 governi dell'Africa Orientale Italiana che costituivano l'Impero italiano d'Etiopia.

## Storia

### Simboli
Lo stemma del Governo del Harar era stato concesso con regio decreto del 18 aprile 1938.

## Commissariati
Comprendeva i commissariati di Arussi, del Cercer, di Dire Daua, di Ghimir, di Giggiga, di Goba, di Harar, di Adama.

## Governatori
- Generale Guglielmo Nasi (dal 1º giugno 1936 al 5 maggio 1939)
- Enrico Cerulli (dal 5 maggio 1939 all'11 giugno 1940)
- Generale Guglielmo Nasi (dall'11 giugno 1940 al 4 febbraio 1941)
- Pompeo Gorini (dal 4 febbraio 1941 al 9 marzo 1941)
- Generale Carlo De Simone (dal 10 marzo 1941 al 24 aprile 1941)

## Bibliografia

La città di Dire Daua in epoca coloniale